# La Pasiega
La Pasiega – jaskinia znajdująca się na południowym zboczu góry Monte Castillo koło Puente Viesgo w hiszpańskiej Kantabrii. Stanowisko archeologiczne.
Jaskinię odkryli 23 maja 1911 roku Hugo Obermaier i Paul Wernert, prowadzący prace wykopaliskowe w pobliskiej jaskini El Castillo. Wejście do niej było zarośnięte plątaniną krzaków, co sprawiło, że przez wieki pozostawało ono niewidoczne. Wyniki pierwszych prac na stanowisku opublikowali w 1913 roku Hugo Obermaier, Henri Breuil oraz Hermilio Alcalde del Río. W późniejszych latach jaskinię badali m.in. Jesús Carballo García i Joaquín González Echegaray.
Jaskinia La Pasiega składa się z czterech połączonych ze sobą galerii, położonych na różnych poziomach. W okresie paleolitu prowadziły do nich trzy niezależne wejścia, poszczególne partie jaskini mogły być więc zamieszkane niezależnie przez różne grupy osadnicze. W trakcie prac archeologicznych odkryto ślady związane z pobytem ludności solutrejskiej i nieliczne ślady późniejszego osadnictwa magdaleńskiego. Na ścianach jaskini znaleziono jeden z największych zbiorów malarstwa naskalnego, liczący łącznie ponad 720 rysunków różniących się między sobą stylem i techniką.

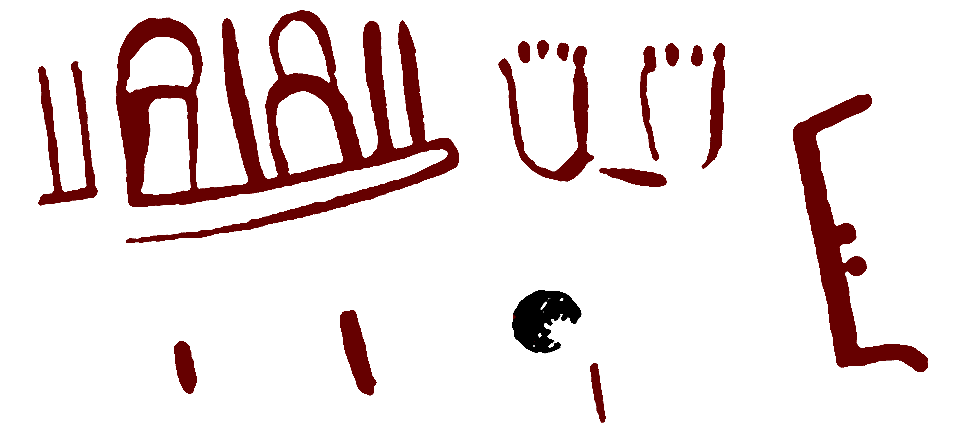
„Inskrypcja” z Galerii B

- Galeria B, położona we wschodniej części kompleksu, stanowi przejście do położonej w głębi Galerii B. Znaleziono w niej ślady osadnictwa solutrejskiego i magdaleńskiego. Jej ściany pokrywają wykonane czerwoną farbą rysunki koni (20), koziorożców (16), jeleni (11), łani (9), turów (3) i żubrów (2), a także pojedyncze wizerunki ryby, ptaka, bliżej niezidentyfikowanych zwierząt oraz postać antropomorficzna. Rysunkom tym towarzyszą znaki symboliczne w postaci kresek, kropek i czworokątów[2]. Szczególnie zagadkowy jest znajdujący się w centralnej części galerii ciąg abstrakcyjnych symboli o długości 56 cm, będący zdaniem niektórych rodzajem inskrypcji[1][2]. Przedstawia on cztery oddzielone pionowymi liniami podkowiaste twory umieszczone na swego rodzaju platformie, interpretowane jako szałasy lub wejścia do jaskini. Na prawo od nich znajdują się odciski stóp lub niedźwiedzich łap oraz symbol przypominający literę E. Obok umieszczono trzy podłużne znaki oraz okrągłą plamę uznawaną za wizerunek Księżyca w pełni. Domniemana interpretacja „inskrypcji” jest jednak wysoce spekulatywna, a pierwotne znaczenie przedstawionych symboli pozostaje nieznane[3].

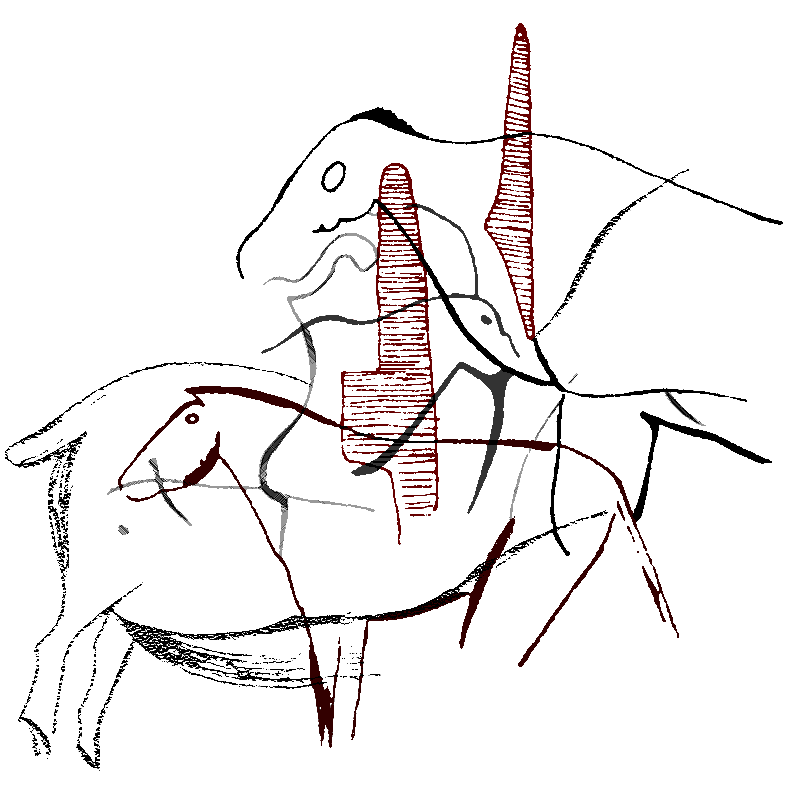
Przykład nakładających się na siebie rytów i malowideł w Galerii C

- Galeria A stanowi łącznik między Galerią B a środkową częścią jaskini[2]. Stanowi najgłębiej położoną część kompleksu, a jej zbudowane z wapienia sufit i ściany pokrywa bogata liczba wizerunków[1]. Pochodzące z okresu solutrejskiego i magdaleńskiego ryty oraz różnokolorowe malowidła wykonane czerwoną, żółtą, czarną i brązową farbą przedstawiają zwierzęta i symbole abstrakcyjne[2].
- Galeria D, położona w środkowej części kompleksu, stanowi labirynt wąskich przejść, miejscami trudno dostępnych[1]. Znajduje się w niej niewielka liczba malowideł przedstawiających zwierzęta oraz znaki abstrakcyjne. Są one jednak bardzo zróżnicowane pod względem stylistycznym, co wynika z faktu że do różnych części galerii można było dostać się poprzez wejście zewnętrzne lub korytarzami z Galerii A i C[2].
- Położona w zachodniej części Galeria C stanowi najbogaciej ozdobioną część całego kompleksu. W przeszłości posiadała oddzielne wejście. Jej ściany pokrywają zróżnicowane stylem i technikami wykonania różnokolorowe malowidła oraz ryty z wizerunkami zwierząt (żubrów, koni, koziorożców i in.)[1]. Malowidła były tworzone w kilku fazach, o czym świadczy zróżnicowanie stylistyczne wcześniejszych czerwonych i późniejszych czarnych malowideł oraz przypadki nakładania się na siebie malowideł i rytów[1]. Przeprowadzone w 2000 roku datowanie metodą AMS czarnofigurowych wizerunków koziorożca i żubra wykazało daty ok. 13730 i 12460–11990 BP. Wcześniejsze malowidła mogą być nawet o 5 tysięcy lat starsze[1].